# Puchar Wysp Owczych w piłce nożnej (1962)
W 1962 roku odbyła się 8. edycja Pucharu Wysp Owczych. Brały w nim wówczas udział jedynie drużyny z pierwszej klasy rozgrywek na archipelagu. Finał zakończył się wynikiem, dającym zwycięstwo drużynie HB Tórshavn nad TB Tvøroyri. Turniej miał dwie fazy:
- Runda wstępna
- Finał

## Uczestnicy
W Pucharze Wysp Owczych wzięły udział drużyny z najwyższego poziomu rozgrywek na archipelagu. Z udziału po raz czwarty zrezygnował klub KÍ Klaksvík.
| Meistaradeildin 1962 3 drużyny             |
| - B36 Tórshavn - HB Tórshavn - TB Tvøroyri |

## Terminarz
| Runda         | Data meczu      |
| ------------- | --------------- |
| Runda wstępna | 1 września 1962 |
| Finał         | 2 września 1962 |

## Przebieg rozgrywek

### Runda wstępna
| Drużyna 1       | Wynik | Drużyna 2   |
| --------------- | ----- | ----------- |
| 1 września 1962 |       |             |
| B36 Tórshavn    | 0:6   | HB Tórshavn |
| TB Tvøroyri     | •     | wolny los   |

| 1 września 1962 | B36 Tórshavn | 0:6   | HB Tórshavn                       |                      |
| 17:00 WEST      |              | (0:2) | Eivin Dam · Marius Pauli Thomasen | Gundadalur, Tórshavn |

### Finał
| 2 września 1962 | HB Tórshavn · Birgir Hansen 85' · Jákup Luth. Joensen | 2:1 pd.(0:1, 1:1)Raport | TB Tvøroyri · 10' ? | Gundadalur, Tórshavn |
|                 |                                                       |                         |                     |                      |

|    |   |                        |
|    |   |                        |
| BR | ? | Petur Sigurð Rasmussen |
| OB | ? | Hákun Egholm           |
| OB | ? | Marius Johan Jensen    |
| OB | ? | Birgir Hansen          |
| OB | ? | Jákup Luth. Joensen    |
| OB | ? | Sverri Jacobsen        |
| PO | ? | Jógvan Johansen (C)    |
| PO | ? | Brynjer Gregoriussen   |
| PO | ? | Marius Pauli Thomasen  |
| PO | ? | Egga Jensen            |
| NA | ? | Eivin Dam              |

|            |   |                 |
|            |   |                 |
| BR         | ? | Eddy Petersen   |
| Rezerwowi: |   |                 |
| BR         | ? | Eirikur Joensen |

| Zdobywca Pucharu Wysp Owczych 1962 |
| ---------------------------------- |
| HB Tórshavn 4. tytuł               |